# Черепин (Звенигородський район)
Чере́пин — село в Україні, у Селищенській сільській громаді Звенигородського району Черкаської області. У селі мешкає 464 людей.

## Історія
Перша згадка про село відноситься до 1652 року, коли хутір на місці Черепина придбав у козака Яроша Черепинського брацлавський полковник Тимофій Носач. Вже як село Черепин згадується у грамоті московського царя 1654 року. У 1795 році, згідно «Опису, що був складений на підставі ревізії 1795 року про кількість населення і населених пунктів Черкаського повіту» в Черепині було 66 дворів, в яких проживало 563 особи.
Станом на 1885 рік у колишньому власницькому селі Завадівської волості Черкаського повіту Київської губернії мешкало 1232 особи, налічувалось 226 дворових господарств, існували православна церква, школа та 2 постоялих будинки.
За переписом 1897 року кількість мешканців зросла до 2399 осіб (1174 чоловічої статі та 1225 — жіночої), з яких 2369 — православної віри.
4 лютого 1920 року вночі до Черепина під час Зимового походу прибув Кінний полк Чорних Запорожців Армії УНР, який залишався там до ранку.

## Відомі особи
В селі народився:
- Григорій Якимович Кулішенко — радянський військовий льотчик
- Михайло Федорович Кузьменко (1939—2008) — начальник Іллічівського морського торговельного порту у 1989—1993 р.р.
- Вироцький Михайло Васильйович (1898 — не раніше 1922) — офіцер армії Української Народної Республіки, сотник 8-ї стрілецької бригади 3-ї Залізної дивізії